# Judovsko pokopališče v Wormsu
Judovsko pokopališče Sveti Pesek (nem.:  Heilige Sand v Wormsu v Nemčiji, je najstarejše ohranjeno in situ judovsko pokopališče v Evropi.  Bilo je uporabljano sočasno z gradnjo prve sinagoge v Wormsu (1034). Najstarejši nagrobni kamen izvira iz leta 1058-1059.  Pokopališče vsebuje približno dva tisoč grobov. Po letu 1911 je bil urejeno novo judovsko pokopališče zunaj mesta, saj je na starem zmanjkalo prostora. Zadnji pokopi so bili izvedeni leta 1930.
V bližini vhoda se nahajata nagrobna kamna rabinov Meir iz Rothenburga († 1293) in Alexander ben Solomon Wimpfen († 1307) in sta med najbolj pomembnimi spomeniki na pokopališču.  Groba obiskujejo Židje iz vsega sveta. Drugi pomembni nagrobni kamni so predvsem v tako imenovanem Rabbinental in njeni okolici. Tukaj so med drugimi, grobovi rabinov Nathan ben Isaaka († 1333), Jakob ben Moses haLevi Molin, imenovan tudi Maharil, († 1427), Meir ben Isaaka († 1511) in Elia Loanza, imenovanega Baal-Schem († 1636).

## Galerija
- Najstarejši nagrobnik Yaakov ha-bahur, datiran v 1076/1077
- Nagrobnik Rabbija Meir of Rothenburg (levo) in Alexander ben Salomo Wimpfen
- Nagrobnik Jakob ben Moses haLevi Molin, imenovan tudi Maharil
- Pogrebna hiša
- Judovsko pokopališče, Worms, 2012
- Različni nagrobniki